# Psychoda plutea
Psychoda plutea är en tvåvingeart som beskrevs av Quate 1967. Psychoda plutea ingår i släktet Psychoda och familjen fjärilsmyggor. Inga underarter finns listade i Catalogue of Life.